# Una storia nera
Una storia nera è un film del 2024, scritto e diretto da Leonardo D'Agostini e tratto dal romanzo omonimo di Antonella Lattanzi.

## Trama
Carla ha divorziato da Vito, uomo appartenente a una nota famiglia romana, con cui ha avuto tre figli Nicola, Rosa e la minore Mara, i quali sono stati assegnati in tutela alla madre, vivendo assieme in un appartamento a Roma. Il divorzio è stato burrascoso in quanto l'ex marito aveva assunto comportamenti ossessivi e violenti nei confronti di Carla. Giunto il compleanno della figlia minore, Vito viene invitato in casa per festeggiarla. Conclusa la serata Vito scompare senza lasciare tracce e facendo mobilitare nella ricerca sia l'ex moglie sia i figli della nuova compagna del marito.
Il cadavere dell'uomo viene ritrovato presso il fiume Tevere, trafitto da due ferite da arma da taglio. Carla confessa l'omicidio, avvalendosi della legittima difesa. La donna infatti afferma di essere stata aggredita dal marito durante un litigio verificatosi durante il festeggiamento del compleanno. Le indagini della PM Alaimo portano a considerare la premeditazione del delitto, ma tuttavia dalle prove raccolte e dalle sedute in tribunale emergono nuovi dettagli e sospetti sulla relazione dei due ex coniugi e al rapporto tra il padre e i figli.

## Distribuzione
Il film è stato distribuito nelle sale cinematografiche italiane a partire dal 16 maggio 2024.

## Accoglienza
Il film è stato accolto con recensioni perlopiù favorevoli dalla critica cinematografica italiana.